# 塔馬希鄉
46°29′N 26°59′E / 46.483°N 26.983°E
塔馬希鄉（羅馬尼亞語：Comuna Tamași, Bacău），是羅馬尼亞的鄉份，位於該國東北部，由巴克烏縣負責管轄，面積32平方公里，海拔高度223米，2007年人口3,249，人口密度每平方公里102人。